# Pujo-le-Plan
Pujo-le-Plan ist eine französische Gemeinde mit 625 Einwohnern (Stand 1. Januar 2022) im Département Landes in der Region Nouvelle-Aquitaine. Sie gehört zum Kanton Adour Armagnac und zum Arrondissement Mont-de-Marsan. 
Sie grenzt im Nordwesten an Bougue, im Norden an Saint-Cricq-Villeneuve, im Nordosten an Villeneuve-de-Marsan, im Osten an Perquie, im Südosten an Saint-Gein, im Süden an Castandet, im Südwesten an Maurrin und Artassenx (Berührungspunkt) und im Westen an Laglorieuse.

## Bevölkerungsentwicklung
| Jahr      | 1962 | 1968 | 1975 | 1982 | 1990 | 1999 | 2008 | 2017 |
| --------- | ---- | ---- | ---- | ---- | ---- | ---- | ---- | ---- |
| Einwohner | 482  | 419  | 405  | 476  | 527  | 544  | 578  | 628  |

## Sehenswürdigkeiten
- Kirche Saint-Martin
- Kirche Saint-Jean-Baptiste im Ortsteil Le Plan

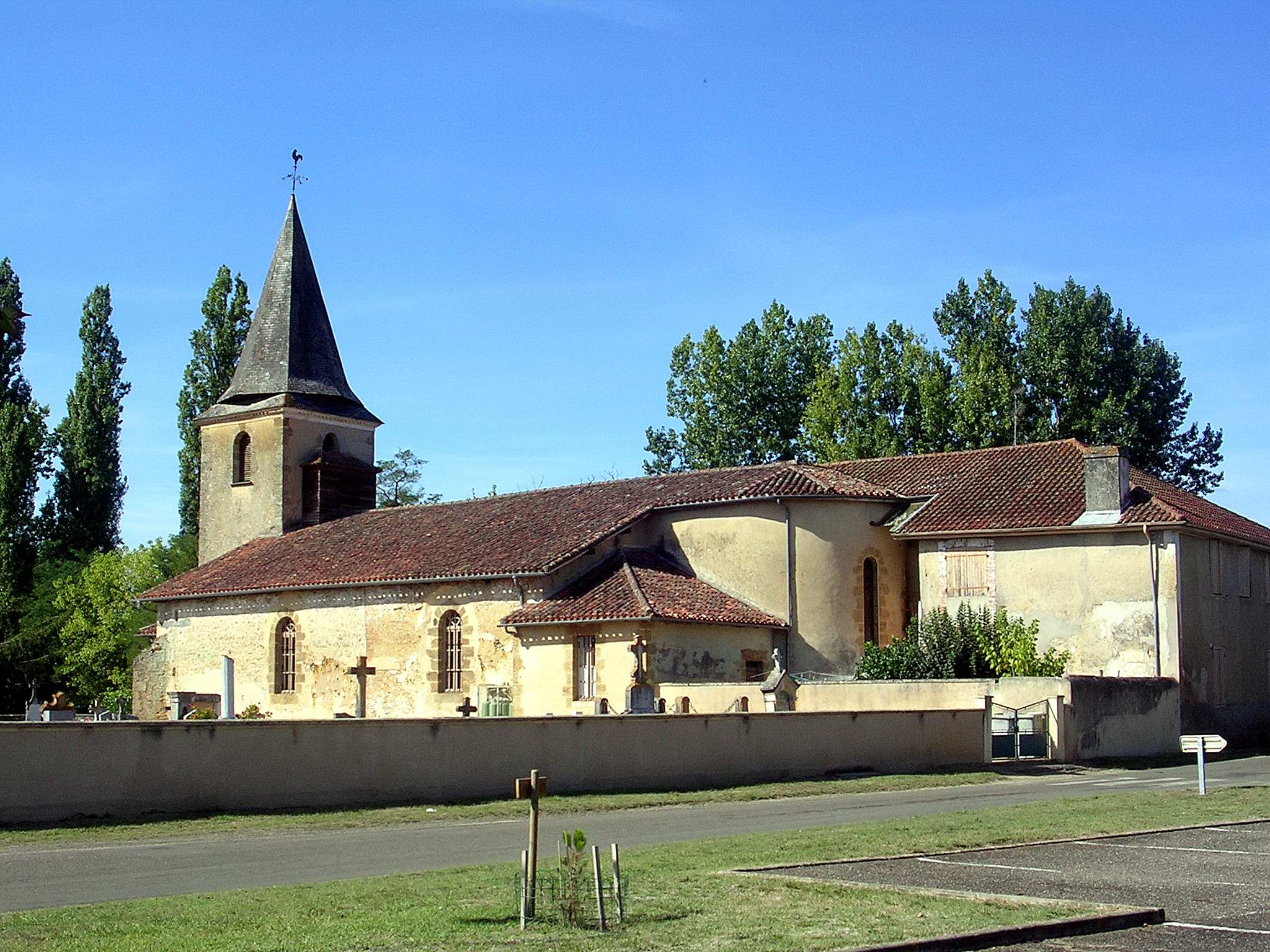
Kirche Saint-Martin